# Carl Proffer
Carl Ray Proffer (3 de setembro de 1938, Buffalo, Nova York – 24 de setembro de 1984, Ann Arbor, Michigan) foi um editor, acadêmico, professor e tradutor americano de literatura russa. Ele foi cofundador (com Ellendea Proffer-Teasley ) da Ardis Publishers, a maior editora dedicada à literatura russa fora da União Soviética, e coeditor da revista grossa Russian Literature Triquarterly (1971–1991).
Uma força importante nas relações literárias russo-americanas de 1969 até sua morte, Carl R. Proffer era inicialmente conhecido como um estudioso eslavo. Ele recebeu um doutorado aos 25 anos e se tornou professor titular aos 34. Ele lecionou no Reed College, na Universidade de Indiana e na Universidade de Michigan .
Um dos primeiros livros de Proffer foi Chaves para " Lolita " (1968), o primeiro estudo do romance de Nabokov como literatura séria. Ele levou a uma correspondência com Nabokov, e a uma amizade que duraria a vida inteira.
O livro sobre o romance de Nabokov e as memórias de Proffer, As Viúvas da Rússia (1984), foram publicados em russo. Proffer fez inúmeras traduções e editou muitas antologias de escritos russos. Proffer escreveu uma série de artigos sobre escritores soviéticos e censura, vários publicados na The New York Review of Books, e deu muitas entrevistas de rádio e televisão, acreditando que informar o público sobre a cultura sob os soviéticos era benéfico para ambos os lados.
Em 1969, ele e sua esposa viajaram para a União Soviética por seis meses, o que acabou sendo o estímulo para a criação da Ardis Publishers, uma editora dedicada a preservar a cultura russa que não estava sendo publicada na União Soviética, e a traduzir obras para o inglês. Na primavera de 1971, Ardis começou com reimpressões de obras em russo de Mandelstam e Bulgakov e a primeira edição da Russian Literature Triquarterly (RLT) (1971–1991), centrada em Akhmatova, Mandelstam, Bulgakov e Joseph Brodsky .
O RLT tinha como objetivo revelar os muitos lados da literatura russa, concentrando-se em particular nos escritores pouco conhecidos no Ocidente e reprimidos na União Soviética. Apresentava muitas fotografias, traduções e uma seção de textos e documentos na qual acadêmicos soviéticos podiam publicar trabalhos importantes sob pseudônimos, para evitar a perseguição pelas autoridades soviéticas. A última edição, publicada em 1991, foi dedicada a Nabokov e foi a ocasião para homenagens ao efeito que a RLT teve no campo.
Ardis e RLT fizeram todos os esforços para serem literários em vez de políticos, mas isso se tornou mais difícil à medida que os anos setenta avançavam. Em 1972, Proffer e sua família estavam no quarto de Joseph Brodsky quando o poeta foi chamado pelas autoridades e encorajado a emigrar antes da visita de Nixon à União Soviética. Proffer imediatamente disse a Brodsky, que naquela época era pouco conhecido nos Estados Unidos, que lhe conseguiria um emprego como poeta residente na Universidade do Michigan. Proffer encontrou Brodsky em Viena e, após enorme esforço, conseguiu para ele um visto americano e uma vaga na Universidade do Michigan.
Ann Arbor se tornou uma parada importante para escritores russos que emigravam, e uma série de escritores importantes vinham visitar Ardis ou dar aulas na universidade. Proffer orientou vários escritores emigrantes, organizando sua entrada no mundo acadêmico. Proffer fez viagens anuais à União Soviética até 1979, quando a publicação da antologia politicamente controversa Metropol' fez com que ele fosse banido do país. Diagnosticado com câncer em 1982, ele nunca mais veria a Rússia; morreu em 1984, aos quarenta e seis anos. Ele deixou esposa e quatro filhos: Andrew, Christopher, Ian e Arabella.
Uma noite memorial em homenagem a Carl Proffer foi realizada na Biblioteca Pública de Nova York em 1º de abril de 1985. Estiveram presentes Arthur A. Cohen, Sasha Sokolov, Joseph Brodsky, Susan Sontag e muitas outras figuras literárias russas e americanas notáveis. Em seu discurso, Joseph Brodsky expressou sua profunda gratidão a Proffer por suas muitas gentilezas como amigo e como editor. Por meio de Ardis, disse Brodsky, Proffer fez pela literatura russa o que a Rússia não conseguiu fazer por si mesma.